# The Lines
The Lines waren eine englische Post-Punk- und New-Wave-Band aus London.

## Geschichte
The Lines wurden im Jahr 1977 von Richard Conning (Gesang und E-Gitarre), Hywel Phillips (E-Gitarre), Joe Foerty (E-Bass) und Nicholas Cash (Schlagzeug) gegründet und veröffentlichten während ihrer aktiven Zeit fünf Singles, beginnend mit White Night von 1978, eine EP namens Cool Snap! welche als Debütalbum gilt sowie die zwei Longplayer Therapy und Ultramarine, bevor sie sich 1982 wieder auflösten.
Im Jahr 2016 veröffentlichte das Label Acute Records, nachdem zuvor bereits zwei Kompilationen der Band erschienen waren, das bis dahin unveröffentlichte „verlorene“ Album Hull Down der Musikgruppe, die gemeinsam mit The Cure, Bauhaus und Birthday Party auftrat.

## Diskografie

### Alben
- 1981: Therapy (Fresh Records, Red Records)
- 1982: Ultramarine (Red Records)
- 2016: Hull Down (Acute Records)[5]

### Singles und EPs
- 1978: White Night (Linear Records)
- 1979: On the Air (Red Records)
- 1980: Cool Snap! (EP; Red Records)
- 1980: Nerve Pylon (Red Records)
- 1981: Transit (Red Records)
- 1982: House of Cracks (Red Records)

### Kompilationen
- 2008: Memory Span (Acute Records)[6]
- 2008: Flood Bank (Acute Records)